# Hornblend
Hornblend là khoáng vật thuộc nhóm silicat mạch (ferrohornblend - magnesiohornblend). Hornblend không phải là khoáng vật dễ nhận dạng dựa trên những tính chất của nó, nhưng tên của nó được sử dụng để chỉ một nhóm chung như amphibol sẫm màu. Nó là một tổ hợp của 3 phân tử silicat calci-sắt-magiê, silicat nhôm-sắt-magnesi, và silicat sắt - magnesi. Mangan, titan, và natri thỉnh thoảng cũng có mặt. Flo thường thay thế vị trí hydroxyl trong cấu trúc phân tử. Công thức tổng quát như sau (Ca,Na)2–3(Mg,Fe,Al)5(Al,Si)8O22(OH,F)2. Hornblend có độ cứng 5–6, tỷ trọng riêng 2,9–3,4 và có màu lục đục, nâu lục, nâu hoặc đen đặc trưng. Các góc cát khai là 56 và 124 độ. Nó hay bị nhầm lẫn với augit và biotit, cả hai khoáng vật này đều có màu đen và có thể được tìm thấy trong granit và charnockit.

## Phân bố
Hornblend là thành phần phổ biến trong các đá mácma và đá biến chất như granit, syenit, diorit, gabbro, bazan, andesit, gneiss, và schist. Nó là khoáng vật chính trong các đá amphibolit. Hornblend nâu đen đến đen chứa titan được gọi là hornblend bazan, do chúng thường là thành phần cấu tạo nên bazan và các đá liên quan. Hornblend dễ dàng biến đổi thành clorit và epidot. Dạng hornblend chứa ít hơn 5% oxide sắt có máu xám đến trắng và được gọi là edenit, loại khoáng vật này được tìm thấy ở Edenville, New York. Các khoáng vật khác trong nhóm hornblend như: pargasit, hastingsit và tschermakit.